# Arboretum de Camors
El Arboretum de Camors es un arboreto, ubicado en el noroeste de Francia, con una extensión total de una 1 hectárea en Camors, Bretaña, Francia.

## Localización
El Arboretum de Camors se encuentra en la zona noroeste de Francia ubicado en la "Forêt Domaniale de Camors a Lambel" que tiene una extensión de 650 hectáreas.
Arboretum de Camors Forêt Domaniale de Camors a Lambel, la ligne de chemin de fer d'Auray à Pontivy  Camors, Departement de Morbihan, Bretagne, France-Francia.
Planos y vistas satelitales, 47°50′55″N 2°59′59″O / 47.84861, -2.99972
Está abierto a diario todo el año al público en general

## Historia
La ciudad de Camors está atravesada por la línea ferroviaria de Auray a Pontivy. La estación Lambel-Camors es una antigua parada de la línea, que ahora sólo sirve en viajes turísticos en el verano. 
Fue abierta al público 29 de junio de 1898, y experimentó una actividad con viajeros hasta 1949. 
La actividad de carga (puntales de transporte, manzana para sidra, fertilizantes) cesó en 1973. 
La historia de este alto destaca la determinación de los habitantes de Camors que debieron de luchar en su momento durante 35 años (6 de agosto de 1862-julio 1897) para conseguir la  construcción de la línea férrea y permitir el envío de la madera de Lambel, y que no se realizara como hasta entonces desde Baud o desde Pluvigner. 
La línea de tren de Auray-Pontivy abierta el 18 de diciembre de 1864 proporciona un desarrollo sin precedentes de los municipios atendidos por los trenes de la compañía de ferrocarriles de Orléans « compagnie des chemins de fer d'Orléans ».
El arboreto fue creado en 1942 a lo largo de las vías del tren que pasan la "Forêt Domaniale de Camors a Lambel", donde el « Office national des forêts » plantó 74 variedades de coníferas. 
Actualmente algunas han desaparecido y muchas otras fueron dañadas por una tormenta en octubre de 1987; el arboreto parece estar en decadencia, y se utiliza principalmente como un sendero para caminar. 
Está administrado por la « Office national des forêts».
De acuerdo con Arbez et al., actualmente contiene 74 taxones (principalmente coníferas)

## Colecciones
El arboreto fue creado para poner a prueba el interés de una determinada especie, nativa o introducida para el interés forestallocal.
Entre las especies maderables que incluye Abies grandis, Abies alba, Abies nordmanniana, Abies pinsapo, Abies numidica, Araucaria heterophylla, Cephalotaxus harringtonia, Cryptomeria japonica, Cunninghamia lanceolata, Cupressus macrocarpa, Larix kaempferi,  Picea abies, Tsuga heterophylla, Pseudotsuga menziesii, Cedrus atlantica, Juniperus virginiana, Picea sitchensis, Pinus sylvestris, Pinus pinaster, Pinus radiata, Pinus strobus, Pseudotsuga menziesii, Sequoia sempervirens, Taxodium distichum, Taxus baccata, Thuja plicata, y Ginkgo biloba.